# 메모리 테크놀로지 디바이스

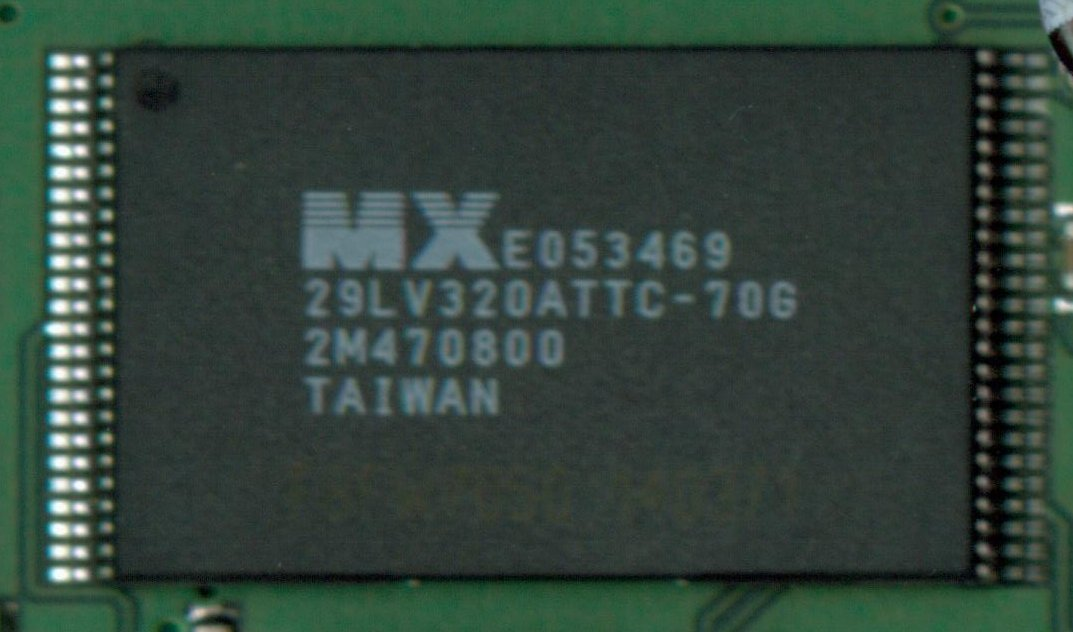
라우터 내 플래시 EEPROM (진정한 MTD)

메모리 테크놀로지 디바이스(Memory Technology Device, MTD)는 플래시 메모리와 상호 작용하기 위한 리눅스의 장치 파일 유형이다.  MTD 하위 시스템은 하드웨어별 장치 드라이버와 상위 수준 응용 프로그램 간의 추상화 계층을 제공하기 위해 만들어졌다.  문자 및 블록 장치 파일이 이미 존재하지만 해당 의미는 플래시 메모리 장치가 작동하는 방식과 잘 매핑되지 않는다.
USB 스틱, MMC, SD, 콤팩트플래시 및 기타 대중적인 이동식 장치는 MTD가 아니다. 플래시 메모리가 포함되어 있지만 이는 플래시 변환 레이어(Flash Translation Layer)를 사용하는 블록 장치 인터페이스 뒤에 숨겨져 있으며 커널과 직접 인터페이스하지 않는다.
MTD를 사용하는 경우 UBIFS, JFFS2 또는 YAFFS와 같은 MTD 인식 파일 시스템을 사용하는 것이 좋다. MTD 하위 시스템은 블록 장치도 내보내므로 ext4와 같은 일반 파일 시스템을 사용할 수 있다. 그러나 이러한 방식으로 MTD를 사용하는 것은 불량 블록 감지나 어떤 종류의 마모 평준화도 없기 때문에 권장되지 않는다.
MTD는 LBA를 사용하는 기존 저장 장치(솔리드 스테이트 드라이브, 하드 디스크 드라이브...)처럼 커널에 주소를 지정하지 않고 오히려 오프셋과 크기를 사용한다.